# August Eduard Aderholt
August Eduard Aderholt (* 2. Dezember 1828 in Nordhausen, Provinz Sachsen; † 18. Oktober 1890 in Paris) war ein deutscher Schriftsteller und bekennender Vegetarianer.

## Leben und Wirken
Nach dem Besuch des Gymnasiums in Nordhausen studierte er ab 1848 Mathematik und Naturwissenschaften an der Universität Bonn und promovierte 1852 zum Dr. phil. Danach war er wissenschaftlicher Assistent bei Friedrich Wöhler am Chemischen Institut der Universität Göttingen. Von dort wechselte er 1853 nach Frankfurt am Main an die dortige Musterschule als Lehrer für Mathematik, Physik und Chemie. Aufgrund einer schweren Erkrankung bat er 1858 um seine Entlassung und lebte einige Zeit als Privatier in Jena und Weimar, bevor er in Dresden nochmals den Lehrerberuf aufgriff.
Bereits nach kurzer Zeit ging er als Schriftsteller nach Moskau. Nach Zwischenstationen in Karlsruhe und Berlin ließ er sich in Kassel nieder, um 1870 nach Frankreich auszuwandern. Erst 1885 kehrte er in das Deutsche Reich zurück, fasste hier jedoch nicht Fuß, sondern ging 1886 zurück nach Paris. Dort war er bis zu seinem Tod 1890 als Redakteur des Vereinsblatts für Freunde der naturgemäßen Lebensweise „Thalysia“ tätig.

## Schriften (Auswahl)
- Feldblumen. 1856.
- Giordano Bruno. 1859.
- Lore. 1859.
- Neues Leben. Lieder eines Vegetarianers. 1882.
- Harz-Balladen. 1889.
- Kornblumen. 1889.